# Haltepunkt Überlingen Ost
Der Haltepunkt Überlingen Ost (oder Ostbahnhof) ist ein ehemaliger Haltepunkt an der Bahnstrecke Stahringen–Friedrichshafen (Streckenkilometer 19,6) in Überlingen am Bodensee. Als Teil der Sachgesamtheit Bodenseegürtelbahn steht er zusammen mit dem benachbarten Tunnelportal unter Denkmalschutz. 2001 wurde der Haltepunkt aufgelassen.

## Lage
Der ehemalige „Ostbahnhof“ befindet sich an der Mühlenstraße, direkt am Ausgang des 615 Meter langen Überlinger Ost-Tunnels. Die Anlage des Bahnhofs mit dem immer noch vorhandenen Bahnsteig wird östlich durch den Bahnübergang an der Nußdorfer Straße und an der Nord- sowie Westseite durch den (teilweise über dem Tunnelportal verlaufenden) Seubertweg (benannt nach Adolf Seubert, dem Ingenieur der beiden Eisenbahntunnel) begrenzt.

## Geschichte

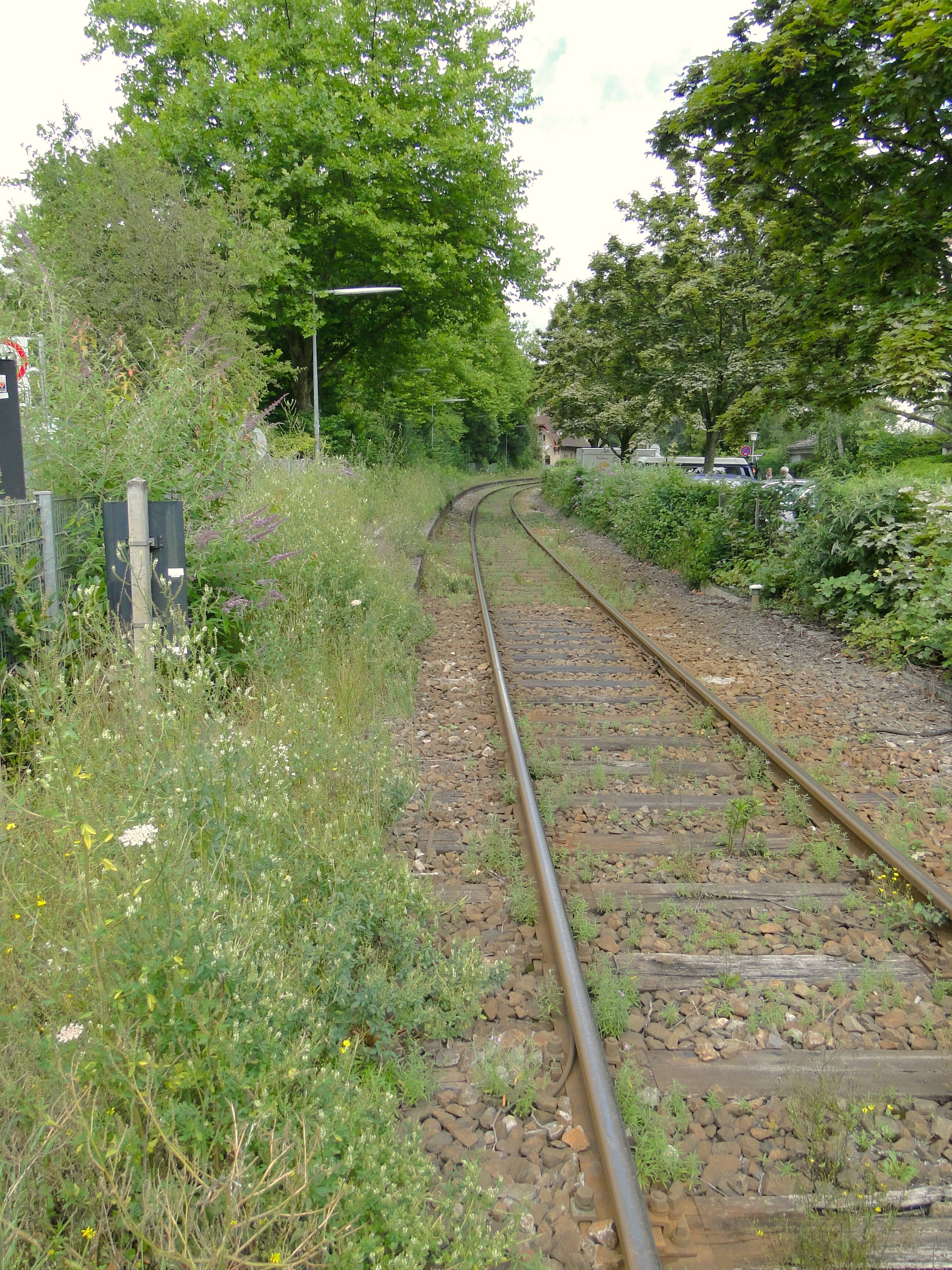
Ehemaliger Bahnsteig (2011)

Nachdem die Teilstrecke Stahringen–Überlingen West 1895 eröffnet worden war, schlossen das Großherzogtum Baden und das Königreich Württemberg im November 1897 einen Staatsvertrag zur Weiterführung der Eisenbahnstrecke nach Friedrichshafen. Im Herbst 1898 begannen schließlich die Bauarbeiten zweier Tunnel, um Überlingen zu unterqueren. Zeitgleich wurden sie von der West- und von der Ostseite der Stadt in den weichen Molassefels getrieben, bis sie sich in einem rund 160 Meter langen offenen Einschnitt (heute Bahnhof Überlingen) trafen.
Mit dem Besuch des badischen Großherzogs Friedrich I. und des württembergischen Königs Wilhelm II. in einem Sonderzug wurde das zweite Teilstück der Bahnstrecke Stahringen–Friedrichshafen, und somit auch der Bahnhof Überlingen Ost, eröffnet. Im Dezember 1944 wurde der Bahnhof zum Haltepunkt heruntergestuft.
Die Bahnhofsgaststätte schloss Ende der 1970er Jahre, daraufhin verkaufte die Deutsche Bundesbahn im Jahr 1984 das (seit 1975 unbesetzte) Empfangsgebäude. Es befindet sich seitdem in Privatbesitz und wird als Bürogebäude genutzt. Nach der Eröffnung des Haltepunkts Überlingen Mitte (heute nur noch Überlingen) 2001 im Einschnitt wurde der Haltepunkt Überlingen Ost komplett vom Bahnverkehr getrennt. Der rund 130 Meter lange Bahnsteig ist noch größtenteils erhalten, öffentlich aber nicht mehr zugänglich.

## Empfangsgebäude
Als eines der bemerkenswertesten Kulturdenkmale der Sachgesamtheit Bodenseegürtelbahn gilt das Empfangsgebäude des ehemaligen Bahnhofs, da es sich hierbei, im Unterschied zu den meisten anderen Empfangsgebäuden der Strecke, für die Nutzung als Haltepunkt um ein relativ aufwändig gestaltetes Bahnhofsgebäude handelt. Mit Förderung der Deutschen Stiftung Denkmalschutz wurde 2015 das Gebäude teilweise instand gesetzt (Zierelemente, Mauerwerk).

### Architektur

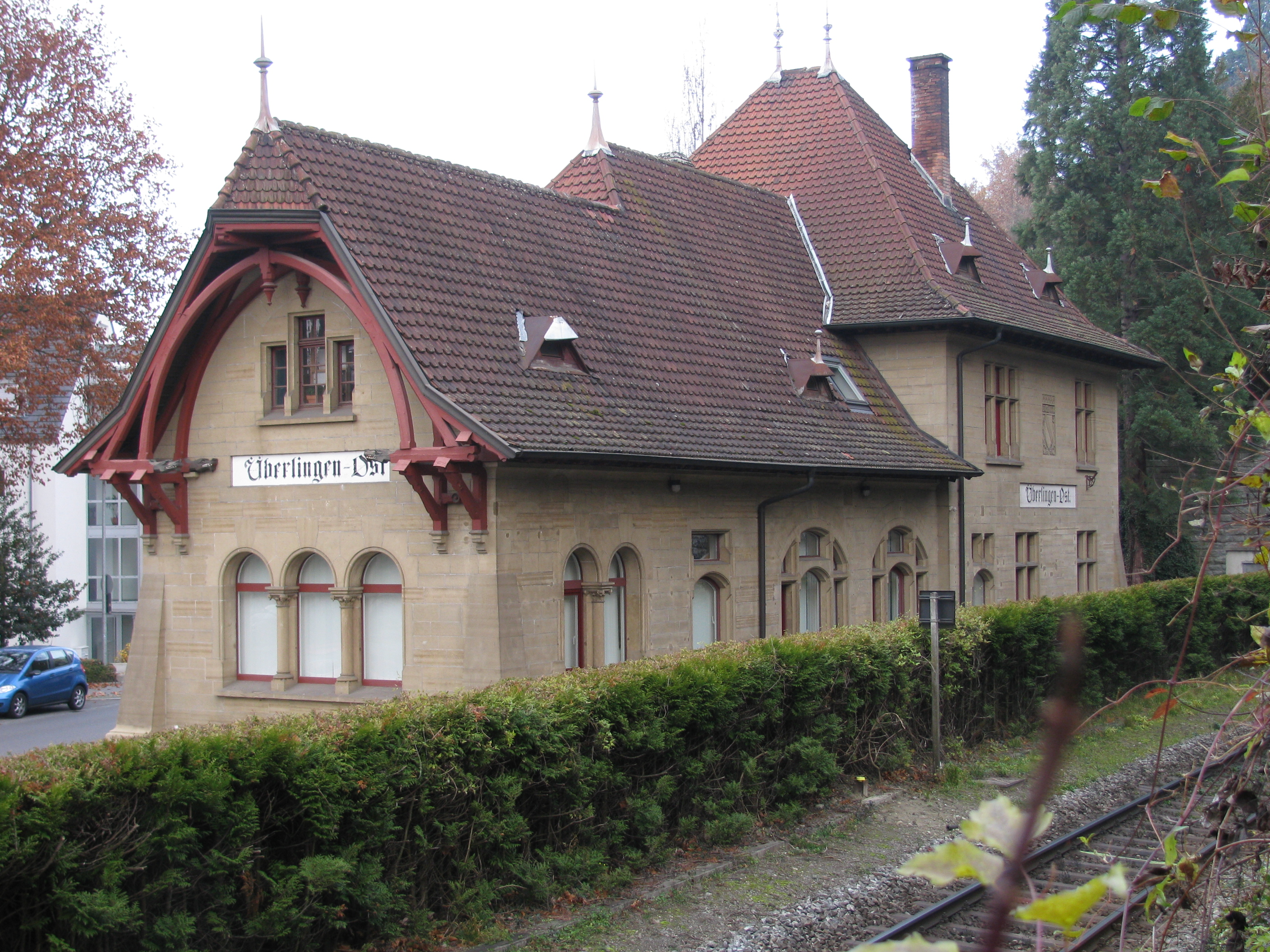
Gleisansicht des Empfangsgebäudes (2011)

Der ein- und zweigeschossige Bau aus Sandsteinquadern mit Walmdächern (und Satteldach auf dem östlichen Gebäudeteil) ist mit Elementen der Neugotik und des romantisierenden Landhausstils ausgestattet. An der Straßenseite zeigt sich die Fassade dreiteilig mit mehreren Kreuzstockfenstern und zwei mit Säulen getragene Rundbögen (Eingangsbereich), mit darüber liegender Plattform samt Balustrade und steinerner Adlerfigur. An der Westseite befindet sich ein Eck-Balkonerker mit Rundbogen.
Die Fassade zum Bahnsteig zeigt sich zweiteilig, ebenfalls mit Kreuzstockfenstern, mehrteiligen Rundbogenöffnungen und dem badischen Wappen. Im östlichen Gebäudeteil befinden sich auf beiden Seiten zweiteilig gekuppelte Rundbogenfenster mit Säulen. Die besonders aufwändig gestaltete Ostfassade beinhaltet dreiteilig gekuppelte Rundbogenfenster mit Säulen und einem Ziergiebel (bearbeitete, rot bemalte Balken mit vier geschnitzten Drachenköpfen und Konsolen). Unterhalb des Traufgesimses zieht sich um das gesamte Gebäude außerdem ein Konsolenfries.